# Cronartium quercuum
Cronartium quercuum är en svampart som först beskrevs av Miles Joseph Berkeley, och fick sitt nu gällande namn av Miyabe ex Shirai 1899. Cronartium quercuum ingår i släktet Cronartium och familjen Cronartiaceae.   Inga underarter finns listade i Catalogue of Life.